# Philomène Grandin
Philomène Grandin, född 23 september 1974 i Katarina församling i Stockholm, är en svensk skådespelare, manusförfattare och programledare.

## Biografi
Grandin är verksam på teatrar, film och TV. Hon har även varit programledare för pyssel-programmet Philofix i Barnkanalen. Grandin har också en av huvudrollerna i Johan Klings långfilm Puss från 2010. Hon har läst in knappt ett hundratal talböcker.
Grandin är dotter till folkmusikexperten Izzy Young. Hon är gift med trubaduren Lars Demian. De har två barn, av vilka dottern Paloma medverkar i SVT:s julkalender 2021, En hederlig jul med Knyckertz.

## Filmografi
- 1995 – Jag heter Mitra
- 1997 – Snoken (TV-serie)
- 2000 – Vintergatan 5a (TV-serie)
- 2001 – Vintergatan 5b (TV-serie)
- 2001 – Anderssons älskarinna (TV-serie)
- 2003 – Tillbaka till Vintergatan (TV-serie)
- 2004 – Min f.d. familj (TV-serie)
- 2004 – Kvinnor emellan (TV-serie)
- 2008 – Om ett hjärta (TV-serie)
- 2008 – Värsta vännerna (TV-serie)
- 2010 – Vid vintergatans slut (TV-serie)
- 2010 – Puss
- 2012 – Odjuret
- 2012 – Fjällbackamorden: I betraktarens öga
- 2013 – Skumtimmen
- 2014 – Alla dagar fram till jul (TV-serie) (julvärd för barnkanalen)

## Teater

### Roller (ej komplett)
| År   | Roll      | Produktion                                      | Regi               | Teater                   |
| ---- | --------- | ----------------------------------------------- | ------------------ | ------------------------ |
| 1997 | Alice     | Alice Robert Wilson, Paul Schmidt och Tom Waits | Linus Tunström     | Göteborgs stadsteater    |
| 1999 |           | Krig och fred Helen Edmundson efter Leo Tolstoj | Linus Tunström     | Göteborgs stadsteater    |
| 1999 |           | Den europeiska kritcirkeln Bertolt Brecht       | Jasenko Selimović  | Göteborgs stadsteater    |
| 1999 |           | Grandavägen 7 Vigdis Grimsdottir                | Kjartan Ragnarsson | Göteborgs stadsteater    |
| 2002 |           | Eldansikte Martin Crimp                         | Linus Tunström     | Stockholms stadsteater   |
| 2006 | Rosa      | Kränk Martin Heckmanns                          | Hugo Hansén        | Stockholms stadsteater   |
| 2006 | Rebecca   | Landet Martin Crimp                             | Natalie Ringler    | Teater Tribunalen        |
| 2016 |           | Kärlek är Cecilia Sidenbladh                    | Eva Gröndahl       | Kulturhuset Stadsteatern |
| 2024 | Esmeralda | Esmeralda Kajsa Gordan & Kent Ekberg            | Kent Ekberg        | Teater Reflex            |